# Европски шампионат у шаху 1983, мушкарци

## Лична карта турнира
8° европски тимски шаховски шампионат
| Датум:                              | 23. јуни - 3. јули 1983. |
| Место:                              | Пловдив                  |
| Место одигравања:                   |                          |
| Држава:                             | Бугарска                 |
| Председник организационог комитета: | /                        |
| Главни судија:                      |                          |
| Број тимова у финалу:               | 8                        |
| Број играча:                        | 80                       |
| Број одиграних партија:             | 224                      |

Пловдив, други по величини град у Бугарској је угостио тимове учеснике 8-ог европског тимског шаховског шампионата последњи пут по старом систему такмичења. У прелиминарним борбама није било већих изненађења. Исланд, земља са 300.000 становника победила је Шведску, али губи од Енглеске која се квалификује за завршне борбе. Чехословачка је елиминисана од Данске од које је изгубила 8½ : 7½. Западна Немачка је избацила Израел, а Пољска поново испада од Холандије. Победници балканске групе су Југославија и Бугарска.
У тимовима учесницима фималних борби су недостајали неки битни играчи; у тиму СССР-а недостајали су Анатолиј Карпов, Василиј Смислов и Михаил Таљ и поред тога тим је имао највећи просечан рејтинг, 60 више од друге по снази Мађарске. Западна Немачка је била изузетно ослабљена изостанком Хибнера, Хехта и Пахмана као и старијих играча Унцикера, Шмита и Дарге. У тиму Данске је недостајао Ларсен.
Југославија побеђује Мађарску у првом колу. СССР побеђује Бугарску 6 : 2. Другог дана Мађари побеђују Енглезе а Југославија и Бугарска играју нерешено. У трећем колу СССР рекордно побеђује Немачку са 7 : 1. Бугари приређују изненађење победивши Енглеску. Следећег такмичарског дана Мађари декласирају Бугарску са 5½ : 2½ док Енглеска губи од Холандије. После четири кола први је био СССР са 25 поена, Мађарска и Југославија су били други са 19½ а Енглеска четврта са 16 поена. Пето коло је донело дерби између СССР-а и Југославије. Меч се завршио нерешено али је на четвртој табли Ковачевић пропустио добитак против Бељавског. Мађари, на изненађење губе од Холандије захваљујући бриљантној победи Тимана против Портиша. У претпоследњем колу Енглеска губи од СССР-а само са 4½ : 3½ а Југославија и Мађарска убедљиво добијају своје мечеве. Последњег такмичарског дана Холандија побеђује Данску само са 4½ : 3½ и на крају заузима пето место. Енглеска побеђује Југославију али јој је то довољно само за четврто место док Југославија осваја сребрну медаљу. СССР против Мађарске остварује седам ремија и победу Романишина против Чома што им је било довољно за златну медаљу. Холанђани победом против Данске освајају бронзану медаљу.

## Прелиминарне борбе
| №  | Држава   | 1  | 2   | 3   | Σ    | + | = | - |
| -- | -------- | -- | --- | --- | ---- | - | - | - |
| 1. | Енглеска |    | 8½  | 9½  | 18.0 | 2 | 0 | 0 |
| 2. | Исланд   | 7½ |     | 9.0 | 16½  | 1 | 0 | 1 |
| 3. | Шведска  | 6½ | 7.0 |     | 13½  | 0 | 0 | 2 |

| №  | Држава       | 1  | 2   | 3    | Σ    | + | = | - |
| -- | ------------ | -- | --- | ---- | ---- | - | - | - |
| 1. | Данска       |    | 8½  | 10½  | 19.0 | 2 | 0 | 0 |
| 2. | Чехословачка | 7½ |     | 10.0 | 17½  | 1 | 0 | 1 |
| 3. | Норвешка     | 5½ | 6.0 |      | 11½  | 0 | 0 | 2 |

| №  | Држава     | 1   | 1  | 2  | 2  | 3   | 3  | Σ    | + | = | - |
| -- | ---------- | --- | -- | -- | -- | --- | -- | ---- | - | - | - |
| 1. | Немачка    |     |    | 4½ | 5½ | 5.0 | 5½ | 20½  | 4 | 0 | 0 |
| 2. | Израел     | 3½  | 2½ |    |    | 4½  | 4½ | 15.0 | 2 | 0 | 2 |
| 3. | Швајцарска | 3.0 | 2½ | 3½ | 3½ |     |    | 12½  | 0 | 0 | 4 |

| №  | Држава    | 1   | 2    | 3    | Σ    | + | = | - |
| -- | --------- | --- | ---- | ---- | ---- | - | - | - |
| 1. | Мађарска  |     | 12.0 | 13.0 | 25.0 | 2 | 0 | 0 |
| 2. | Француска | 4.0 |      | 10½  | 14½  | 1 | 0 | 1 |
| 3. | Велс      | 3.0 | 5½   |      | 8½   | 0 | 0 | 2 |

| №  | Држава    | 1   | 2   | 3    | Σ    | + | = | - |
| -- | --------- | --- | --- | ---- | ---- | - | - | - |
| 1. | Холандија |     | 9½  | 11.0 | 20½  | 2 | 0 | 0 |
| 2. | Пољска    | 6½  |     | 11.0 | 17½  | 1 | 0 | 1 |
| 3. | Аустрија  | 5.0 | 5.0 |      | 10.0 | 0 | 0 | 2 |

| №  | Држава      |
| -- | ----------- |
| 1. | Југославија |
| 2. | Бугарска    |
| 3. | Румунија    |
| 4. | Грчка       |
| 5. | Турска      |

## Турнирска табела - финалне борбе
| №  | Држава          | 1   | 2   | 3   | 4   | 5   | 6   | 7   | 8   | + | = | - |  | Поени |
| -- | --------------- | --- | --- | --- | --- | --- | --- | --- | --- | - | - | - |  | ----- |
| 1. | Совјетски Савез |     | 4.0 | 4½  | 4½  | 6.0 | 6.0 | 6.0 | 7.0 | 6 | 1 | 0 |  | 38.0  |
| 2. | Југославија     | 4.0 |     | 4½  | 3½  | 4½  | 4.0 | 6.0 | 6½  | 4 | 2 | 1 |  | 33.0  |
| 3. | Мађарска        | 3½  | 3½  |     | 4½  | 3.0 | 5½  | 6.0 | 5.0 | 2 | 2 | 3 |  | 31.0  |
| 4. | Енглеска        | 3½  | 4½  | 3½  |     | 3½  | 3½  | 5½  | 6.0 | 3 | 0 | 4 |  | 30.0  |
| 5. | Холандија       | 2.0 | 3½  | 5.0 | 4½  |     | 5½  | 4½  | 4½  | 5 | 0 | 2 |  | 29½   |
| 6. | Бугарска        | 2.0 | 4.0 | 2½  | 4½  | 2½  |     | 4½  | 5.0 | 3 | 1 | 3 |  | 25.0  |
| 7. | Данска          | 2.0 | 2.0 | 2.0 | 2½  | 3½  | 3½  |     | 4½  | 1 | 0 | 6 |  | 20.0  |
| 8. | Немачка         | 1.0 | 1½  | 3.0 | 2.0 | 3½  | 3.0 | 3½  |     | 0 | 0 | 7 |  | 17½   |

## Појединачни резултати
1. Совјетски Савез: Анатолиј Карпов 2,5/4, Лав Полугајевски 3,5/6, Тигран Петросјан 3,5/5, Рафаел Вагањан 4/5, Александар Бељавски 3,5/6, Владимир Тукмаков 3/6, Psakhis 5/7, Олег Романишин 4,5/6, Јусупов 5,5/7, Гелер 3/4
2. Југославија: Љубомир Љубојевић 3,5/6, Светозар Глигорић 4,5/7, Предраг Николић 5/7, Владимир Ковачевић 5/7, Ђурић 3,5/4, Бојан Курајица 1,5/4, Хулак 1,5/5, Рајковић 2,5/5, Ивановић 5/7, Цебало 1/4
3. Мађарска: Лајош Портиш 4,5/7, Золтан Рибли 4/7, Ђула Сакс 3/7, Pinter 1/4, Adorjan 5,5/7, Csom 4/7, Farago 1/4, Groszpeter 2,5/5, Horvath T. 3,5/5, Schneider A. 2/3
4. Енглеска: Тони Мајлс 4/7, Nunn 4/7, Speelman 3,5/7, Mestel 6/7, Short 4,5/7, Chandler 2/5, Keene 2/6, Hebden 2,5/5, Hartston 0,5/2, Littlewood 1/3
5. Холандија: Јан Тиман 4,5/7, Sosonko 3,5/6, Van der Wiel 4/7, Ree 2/6, Ligterink 5/7, Van der Sterren 3/6, Bohm 2/3, Van Wjigerden 3,5/6, Scheeren 1,5/5, Langeweg 0,5/6
6. Бугарска: Tringov 1,5/6, Radulov 1,5/6, Inkiov 2/6, Velikov 3,5/7, Spassov 2,5/4, Georgiev Krum 3/7, Ermenkov 3/6, Georgiev Kiril 4/6, Spiridonov 3,5/6, Lukov 0,5/2
7. Данска: Mortensen 2/7, Hansen C. 2,5/7, Fedder 0,5/6, Kristiansen J. 3,5/6, Jakobsen O. 1,5/6, Brinck Claussen 1,5/4, Hoi 1/5, Ost Hansen 4,5/6, Fries Nielsen 1,5/4, Holm 1,5/5
8. Немачка: Lobron 2/7, Pfleger 2/4, Kindermann 2,5/7, Bischoff 3/7, Bastian 0/4, Reefschlager 1,5/5, Lau 1/5, Grun 3,5/7, Glienke 1/5, Stein B. 1/5